# اچ‌ام‌اس بولوارک (۱۸۹۹)
اچ‌ام‌اس بولوارک (۱۸۹۹) (به انگلیسی: HMS Bulwark (1899)) یک کشتی بود که طول آن ۴۳۱ فوت ۹ اینچ (۱۳۱٫۶۰ متر) بود. این کشتی در سال ۱۸۹۹ ساخته شد.